# Benito Juárez (Tlaxcala)
Benito Juárez es una localidad del estado mexicano de Tlaxcala. Es cabecera del municipio de Benito Juárez.

## Demografía
| Censo | Población |
| ----- | --------- |
| 1995  | 4430      |
| 2000  | 4722      |
| 2005  | 5152      |
| 2010  | 5674      |
| 2020  | 6185      |